# Enicospilus brevis
Enicospilus brevis är en stekelart som först beskrevs av Morley 1912.  Enicospilus brevis ingår i släktet Enicospilus och familjen brokparasitsteklar. Inga underarter finns listade i Catalogue of Life.